# SN 2010jv
SN 2010jv – supernowa typu Ia odkryta 14 listopada 2010 roku w galaktyce NGC 2379. W momencie odkrycia miała maksymalną jasność 16,30m.